# 政和白茶
政和白茶，又称政和大白茶，是一种原产于中华人民共和国福建省政和县铁山镇的茶树品种，中国国家级茶树良种。为中国地理标志产品。

## 歷史
政和白茶原产于政和县铁山镇。唐末宋初時，政和開始開山種植白茶。1851年至1874年年間，政和開始改植大白茶。

## 特点
政和大白茶为小乔木型、大叶类、晚生无性繁殖品种。主要分布于福建北、东部茶区，主要分布于政和、松溪、建阳、周宁、福安等县。1960年后，广东、浙江、江西、安徽、湖南、四川等省有引种。其植株高大，叶片呈椭圆形、叶色深绿、多茸毛，富光泽、产量高，适制红茶、绿茶、白茶，适合制作白毫银针、福建雪芽、白牡丹等优质茶叶。抗寒、抗旱能力较强，但抗小绿叶蝉和红蜘蛛能力弱。1985年，通过全国农作物品种审定委员会认定（编号GS13005-1985），为中国国家级茶树良种。